# Dmitri Skopintsev
Dmitri Vladimirovich Skopintsev (tiếng Nga: Дми́трий Влади́мирович Ско́пинцев; sinh ngày 2 tháng 3 năm 1997) là một cầu thủ bóng đá người Nga thi đấu cho F.K. Rostov. Anh chơi ở vị trí tiền vệ trái.

## Sự nghiệp câu lạc bộ
Anh có màn ra mắt cho đội một F.K. Rostov vào ngày 21 tháng 9 năm 2016 trong trận đấu tại Cúp quốc gia Nga trước F.K. Dynamo Moskva.
Anh ra mắt tại Giải bóng đá ngoại hạng Nga cho F.K. Rostov vào ngày 29 tháng 10 năm 2016 trong trận đấu với F.K. Amkar Perm.
Anh ghi 10 bàn thắng cho FC Baltika Kaliningrad nơi anh thi đấu theo dạng cho mượn ở phần đầu của mùa giải 2017–18 và trong kì nghỉ đông F.K. Rostov gọi anh về khi đang cho mượn.

## Thống kê sự nghiệp

### Câu lạc bộ
Tính đến 13 tháng 5 năm 2018
| Câu lạc bộ                 | Mùa giải             | Giải vô địch                       | Giải vô địch | Giải vô địch | Cúp     | Cúp       | Châu lục | Châu lục  | Tổng cộng | Tổng cộng |
| Câu lạc bộ                 | Mùa giải             | Hạng đấu                           | Số trận      | Bàn thắng    | Số trận | Bàn thắng | Số trận  | Bàn thắng | Số trận   | Bàn thắng |
| -------------------------- | -------------------- | ---------------------------------- | ------------ | ------------ | ------- | --------- | -------- | --------- | --------- | --------- |
| F.K. Dynamo Moskva         | 2013–14              | Giải bóng đá ngoại hạng Nga        | 0            | 0            | 0       | 0         | –        | –         | 0         | 0         |
| F.K. Zenit Sankt Peterburg | 2014–15              | Giải bóng đá ngoại hạng Nga        | 0            | 0            | 0       | 0         | 0        | 0         | 0         | 0         |
| FC Liefering               | 2015–16              | Giải bóng đá hạng nhất quốc gia Áo | 13           | 0            | –       | –         | –        | –         | 13        | 0         |
| F.K. Rostov                | 2016–17              | Giải bóng đá ngoại hạng Nga        | 1            | 0            | 1       | 0         | 0        | 0         | 2         | 0         |
| FC Baltika Kaliningrad     | 2016–17              | FNL                                | 12           | 1            | –       | –         | –        | –         | 12        | 1         |
| FC Baltika Kaliningrad     | 2017–18              | FNL                                | 24           | 10           | 1       | 0         | –        | –         | 25        | 10        |
| FC Baltika Kaliningrad     | Tổng cộng            | Tổng cộng                          | 36           | 11           | 1       | 0         | 0        | 0         | 37        | 11        |
| F.K. Rostov                | 2017–18              | Giải bóng đá ngoại hạng Nga        | 10           | 0            | –       | –         | –        | –         | 10        | 0         |
| F.K. Rostov                | Tổng cộng (2 spells) | Tổng cộng (2 spells)               | 11           | 0            | 1       | 0         | 0        | 0         | 12        | 0         |
| Tổng cộng sự nghiệp        | Tổng cộng sự nghiệp  | Tổng cộng sự nghiệp                | 60           | 11           | 2       | 0         | 0        | 0         | 62        | 11        |